# Мотрење (будизам)
Мотрење или задубљење (санскрит: ध्यान dhyāna, пали: jhāna, кинески: chán, јапански: zen) је основна техника будистичке медитације, синоним за саму медитацију. 
Означава контемплативно задубљење која се постиже интензивном концентрацијом на одређени мисаони или телесни предмет. Најчешће онај чији предмет концентрације није видне природе вежба затворених очију. Уобичајена основа је сабраност на дах.
Буда је препоручивао мотрење (ђхану) као технику помоћу које ум стиже од пренатрпаности до потпуне јасноће, посебно мотрење садржаја свести, чулних надражаја и наших реакција на њих. Он је као битну особину ослобођеног (Татагате) навео да он зна осећаје, опажаје и мисли "када настају, када трају, када нестају."
Мотрење је једно од средстава постизања нирване путем кроћења свести и постизања потпуног мира.
Дхјана је била сржна пракса раног будизма, али је временом потиснута другим формама будистичке медитације. Ова техника је темељ зен будизма. 

## Етимологија
Санскритска реч dhyāna је настала од индо-европског корена „dheia“, што значи гледати, видети, мотрити, зрети. Оригинално значење речи било је размотрити, сагледати, иако је већ у Будино време добила значење медитативног задубљења.
Еквивалент у кинеском језику је ч'ан а у јапанском зен.
На западне језике се често неадекватно преводи као медитација (размишљање) или нешто приближније као контемплација.

## Будино учење

### Отклањање препрека
Препреке у будизму означавају унутрашње баријере које спречавају развијање пажње и увида. Пет главних препрека су чулна жеља, зловоља, лењост, немир-стрепња и сумња. Буда је поредио ове препреке са тешким и неугодним стањима:
Када пет препрека није превладао у себи, монах их једну за другом види као дуг, болест, затвор, ропство и пут преко пустиње. Али када је тих пет препрека превладао у себи, монах их једну за другом види као ослобођеност од дуга, здравље, излазак из затвора, ослобађање из ропства и безбедну земљу.— Буда
Први корак у практиковању ђхане је истрајна и редовна вежба до нивоа када су пет препрека ума неутралисане.

### Степени мотрења
Техника мотрења (ђхана) састоји се од неколико редуктивних степена, на којима је присутно све мање обележја ума. Буда описује како редом нестају говор, размишљање, радост, удисање и издисање, опажање облика, опажање бескрајног простора, опажање бескрајне свести, опажање подручја ничега, све док коначно не престану опажање и осети:
У ономе ко је постигао прво задубљење, говор је утихнуо. Постижући друго задубљење, размишљање је престало. Досежући треће задубљење, радост је престала. Досежући четврто задубљење удисање и издисање су престали. Досежући подручје просторне неограничености, опажање облика је престало. Постижући подручје неограничене свести, опажање неограниченог простора је престало. Досежући подручје ничега, опажање неограничене свести је престало. Досежући подручје ни-опажања-ни-неопажања, опажање подручја ничега је престало. Постигавши престанак опажања и осета, опажање и осети су нестали. У монаху слободном од нечистоће похлепа, мржња и заблуда су утихнули.— Сидарта Гаутама
Још у почетку се јављају пријатна стања (радост и срећа), која на крају превладавају.

#### Мотрење облика
Прва четири степена загледања су у подручје облика (rupa):
- Први степен: присутно је замишљање (vitakko), промишљање (vicaro), радост (piti), задовољство (sukha), и сабраност (samadhi);
- Други степен: радост, задовољство и сабраност ;
- Трећи степен: задовољство и сабраност ,
- Четврти степен: сабраност и новостечена спокој (upekkha).

Буда овако описује улазак први степен задубљења, након уклањања менталних препрека:
Кад је тако напустио ових пет препрека, пет несавршености ума које слабе мудрост, потпуно одвојен од задовољстава чула, одвојен од неповољних менталних стања, улази он и остаје на првом степену задубљења: усхићење и задовољство рађају се из осаме, праћени усмереношћу мисли и истраживањем. Он натапа и прожима, преплављује и испуњава своје тело усхићењем и задовољством рођеним из осаме.— Сидарта Гаутама
Након тога долази племенита ћутња:
Шта је племенита шутња? — Испосник који је стишао замишљање и размишљање борави у унутрашњој смирености, у усредоточености духа, у досегу другог степена задубљености. То стање настаје из сабраности лишене замишљања и размишљања, уз пријатан осјећај задовољства. То се назива племенитом шутњом.
Пали канон надаље преноси Будине детаљне описе за све остале степене ђхане. Опис четвртог степена гласи: 
А затим напушта задовољство и незадовољство. Кад тако ишчезну дотадашње радости и жалости; испосник борави у достигнућу четвртог задубљења. То је стање без задовољства и незадовољства прочишћено равнодушном пажњом. … Као да неки човјек сједи заогрнут бијелим платном од главе до пете, тако да му ниједан дио тијела не остане незаогрнут тим бијелим платном, тако и тај испосник сједи испуњајући и прожимљући цијело тијело чистоћом срца; тако да му ниједан дио тијела не остане непрожет чистоћом срца.— Сидарта Гаутама

#### Мотрење не-облика
Наредна четири степена мотрења су ван подручја облика (arupa), и називају се arupa-đhanam. Сва њих, као и последње мотрење у подручју облика, карактеришу сабраност и равнодушност.
Буда овако описује улазак у мотрење не-облика (српскохрватски превод):
Кад испосник потпуно надиђе предоџбе облика, кад ишчезну сузбијене предоџбе, кад одврати пажњу од предоџби разноликости, онда достиже до спознаје да је простор неограничен и борави у подручју просторне неограничености.— Буда

### Резултати мотрења
Буда је навео следеће резултате „за оног који налази ужитак у мотрењу”, односно може очекивати да постане:
- улазник-у-ток
- једном-повратник
- не-повратник
- арахант

## Зен
Зен будизам је, према предању, настао на основу преношења технике мотрења (пали: ђхана, кинески: чан, јапански: зен) од Буде преко његових ученика, до данашњих зен мајстора, у непрекинутом ланцу. Зен је усредсређен на саму технику медитације, која води пробуђењу, одбацивши све сувишне форме.
Јапански зен учитељ Доген је свео будизам на практиковање зазена или „седеће медитације“, где се свесни ток садржаја ума посматра без заустављања на било ком појединачном предмету, све док се не смири и не сабере, не доживљавајући више никакво уплитање. У овом стању је могуће доживети пробуђење.
Д. Т. Сузуки у Есејима о зену саветује да је боље држати очи отворене, поготово док траје напор концентрисања, јер затварање очију појачава склоност фантазирању, главној сметњи коју треба одстранити.

## Тумачења
Чедомил Вељачић оцењује да је подела на rupađđhana и arupađđhana терминологија каснијих сколастичких класификација. Он истиче принцип не-екстатичности у Будиној техници мотрења, за разлику од сродних медитативних поступака у другим индијским религијама. Буда даје упут да треба проматрати "тело у телу, осећаје у осећајима, свест у свести, и предмете свести у самим тим предметима" — не узносећи се у "више сфере" и не тежећи за стањима "празне свести".
Савремени индијски мислилац Кришнамурти о мотрењу каже:
Мотрење без ријечи, а то значи без мисли, једна је од најчудноватијих појава… У медитативном мотрењу нема предмета, па према томе ни искуства.— Кришнамурти